# Robert Dicke
Robert Henry Dicke (n. 6 mai 1916 la Saint Louis - 4 martie 1997 la Princeton, New Jersey) a fost un fizician american, cu contribuții însemnate în domenii ca: astrofizică, fizică atomică, cosmologie, teoria gravitației.
Bazându-se pe lucrările lui Paul Dirac, a formulat principiul antropic:
"Universul are proprietățile pe care le are și pe care omul le poate observa, deoarece, dacă ar fi avut alte proprietăți, omul nu ar fi existat"

A inventat amplificatorul sincronic.
1. ↑  Robert Henry Dicke, Autoritatea BnF
2. 1 2  Robert Henry Dicke, Gran Enciclopèdia Catalana
3. 1 2  Robert Henry Dicke, Opća i nacionalna enciklopedija
4. 1 2  Robert Henry Dicke, Hrvatska enciklopedija[*]
5. 1 2  Robert H. Dicke, SNAC, accesat în 9 octombrie 2017
6. ↑   http://www.ieeeghn.org/wiki/index.php/Robert_Dicke Lipsește sau este vid: |title= (ajutor)
7. ↑   https://www.princeton.edu/pr/news/97/q1/0304dick.html Lipsește sau este vid: |title= (ajutor)
8. ↑   http://www.aip.org/history/acap/biographies/bio.jsp?dicker Lipsește sau este vid: |title= (ajutor)
9. ↑   http://www.nndb.com/org/692/000054530/ Lipsește sau este vid: |title= (ajutor)
10. ↑  CONOR.SI[*] Verificați valoarea |titlelink= (ajutor)
11. ↑   https://www.fi.edu/en/laureates/robert-h-dicke Lipsește sau este vid: |title= (ajutor)
12. ↑   https://www.amacad.org/rumford-prize-recipients Lipsește sau este vid: |title= (ajutor)
13. ↑   https://aapt.org/Programs/awards/richtmyer.cfm Lipsește sau este vid: |title= (ajutor)
14. ↑   https://aas.org/grants-and-prizes/beatrice-m-tinsley-prize Lipsește sau este vid: |title= (ajutor)
15. ↑   http://www.nasonline.org/programs/awards/comstock-prize-in-physics.html, accesat în 7 octombrie 2018 Lipsește sau este vid: |title= (ajutor)